# Securigera somalensis
Securigera somalensis là một loài thực vật có hoa trong họ Đậu. Loài này được (Thulin) Lassen miêu tả khoa học đầu tiên.